# 지도리가후치 전몰자 묘원
지도리가후치 전몰자 묘원(일본어: 千鳥ケ淵戦没者墓苑 치도리가후치센보츠샤보엔[*]. Chidorigafuchi National Cemetery)은 일본 도쿄도 지요다구 황궁 서쪽에 있는 공원으로, 제 2차 세계 대전 당시 해외에서 사망한 무명 용사들과 민간인들의 유골을 안치하고 있는 곳이다. 총면적 16,063m2으로 일본 환경성이 관리하고 있다.
이 곳에 묻힌 유골 대부분이 하급 부사관 및 병사들로, 고위급 전범이 합사되어 있어 문제가 되고 있는 야스쿠니 신사를 대신할 공식 추도 시설로 주목받고 있다. 매년 현직 일본 총리 및 역대 일본 천황 직계 자손들이 이곳 추도시설에 참배하고 있다. 2013년 10월 미국 국무장관 존 케리와 국방장관 척 헤이글이 참배하기도 하였다.

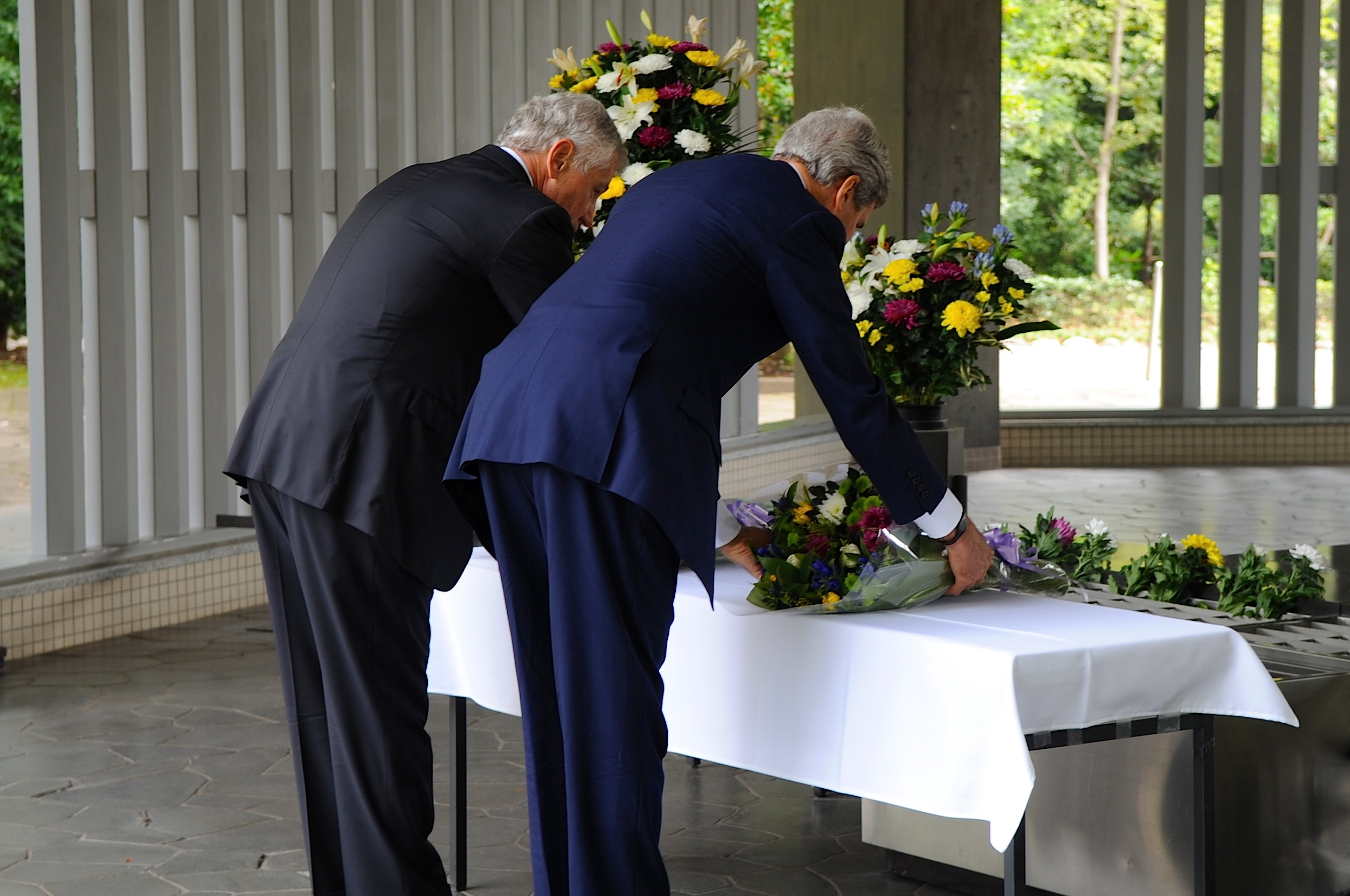
미국 국무장관 존 케리(오른쪽), 국방장관 척 헤이글(왼쪽)의 묘원 참배 (2013년 10월)

## 같이 보기
- 야스쿠니 신사
- 야스쿠니 신사 참배 문제